# Barbara Melzl

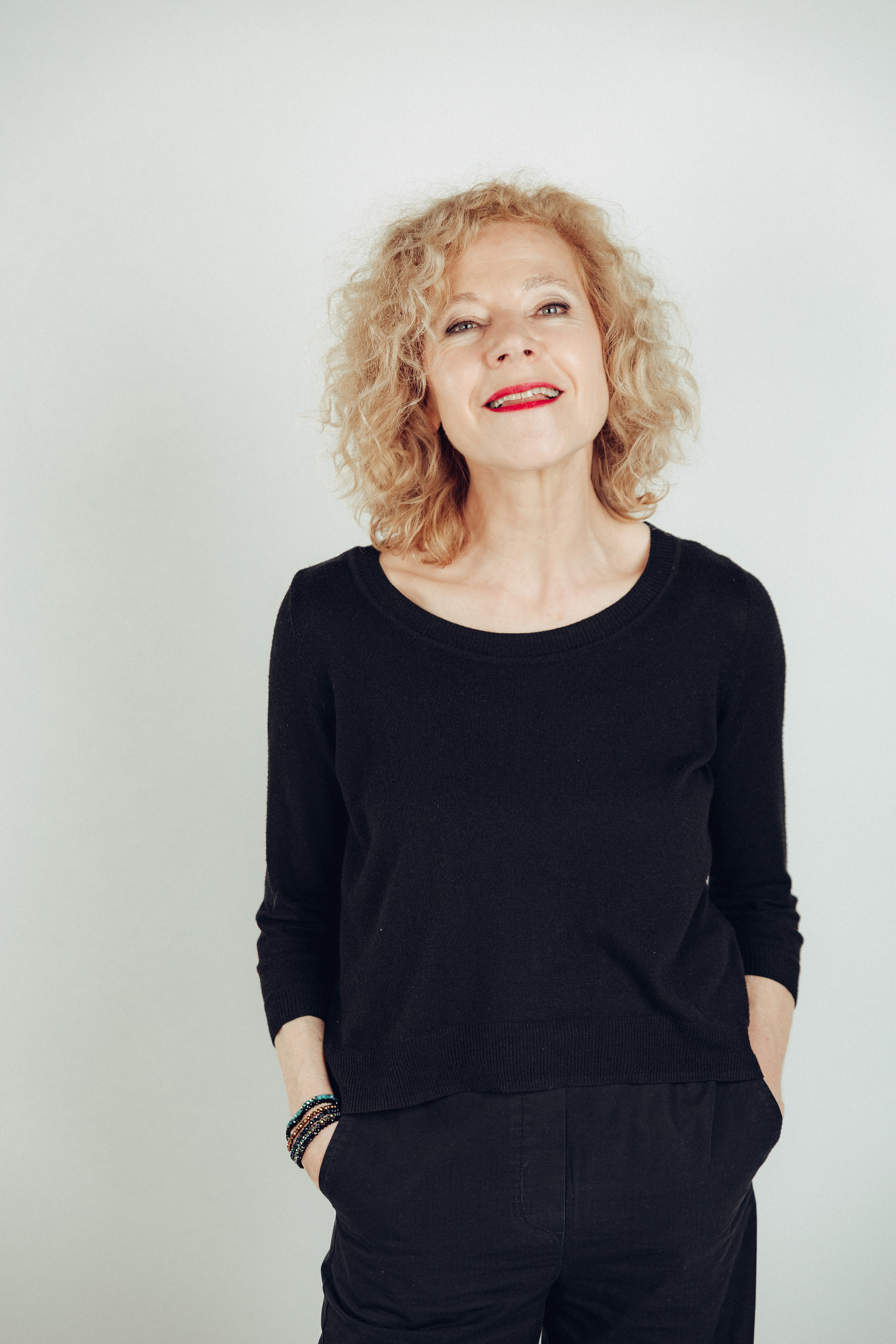
Barbara Melzl (2024). Foto: Joel Heyd

Barbara Melzl (geb. 27. Dezember 1957 in Basel) ist eine Schweizer Schauspielerin. Sie ist sowohl im Kino und Fernsehen als auch im Theater aktiv.

## Leben
Melzl absolvierte ihre schauspielerische Ausbildung an der Zürcher Hochschule der Künste. Von 1984 bis 1986 spielte sie ihre ersten Rollen im Theater Freiburg. 1990 verkörperte sie Lady Macbeth im Staatstheater Hannover. 1993 bis 1998 gehörte sie zum Ensemble des Bayerischen Staatsschauspiels im Residenztheater. 1999 trat sie beim Schauspiel Zürich auf, bevor sie im folgenden Jahr zum Münchner Residenztheater zurückkehrte. Seitdem ist sie dort beschäftigt. In den Jahren 2000 und 2002 wurde sie mit dem Kurt-Meisel-Preis ausgezeichnet.
Ihren ersten Fernsehauftritt hatte Melzl 1982 in der Kinderserie Anderland. Im gleichen Jahr spielte sie im Schweizer Kinofilm Pi-errotische Beziehungen mit. 1989 war sie in Dreissig Jahre zu sehen. 1992 folgte eine Rolle in Geteilte Nacht. 1999 trat Melzl in den Literaturverfilmungen Woyzeck (nach Büchners Drama) und Der Kuss des Vergessens (nach Botho Strauß) auf. 2002 hatte sie eine Rolle im Film Dario M. und ein Jahr später spielte sie im Tatort mit. 2006 hatte sie eine Rolle im ZDF-Fernsehfilm Franziskas Gespür für Männer. 2012 trat sie in der Episode Augen des Ödipus  der Schweizer Fernsehreihe Hunkeler auf. Ihre nächste Rolle hatte sie 2013 im Kurzfilm Fräulein Karlas erster Besuch. 2015 war sie in der Serie Die Rosenheim-Cops zu sehen. In der Literaturverfilmung Das Tagebuch der Anne Frank, die im Frühjahr 2015 gedreht wurde und am 3. März 2016 in die Kinos kam, spielt Melzl Annes Tante Olga Spitzer.

## Theater (Auswahl)

### Residenztheater München
- 2007: Woyzeck (als Käthe). Von Georg Büchner. Inszenierung: Martin Kušej[1][2]
- 2014: Was ihr wollt (als Olivia). Von William Shakespeare. Inszenierung: Amélie Niermeyer[3]
- 2015: Eine Familie (als Schwester). Nach August: Osage County von Tracy Letts. Inszenierung: Tina Lanik[4][5]
- 2021: Dekalog (Ensemblerolle). Nach dem gleichnamigen Drehbuch von Krzysztof Kieślowski und Krzysztof Piesiewicz. Inszenierung: Calixto Bieito[6]
- 2021: Die Wolken, die Vögel, der Reichtum (Ensemble). Von Thom Luz nach Motiven von Aristophanes. Inszenierung: Thom Luz[7][8][9][10]
- 2022: Warten auf Platonow (als Rechter kleiner Finger). Nach Anton Pawlowitsch Tschechow. Inszenierung: Thom Luz[11]
- 2023: Bavaria (als Maria). Von Guillermo Calderón. Inszenierung: Guillermo Calderón[12]
- 2023: Minetti – Ein Portrait des Künstlers als alter Mann (als Eine Dame). Von Thomas Bernhard. Inszenierung: Claus Peymann[13]
- 2024: Sternstunden der Menschheit. Nach Stefan Zweig in einer Fassung von Thom Luz. In Kooperation mit den Salzburger Festspielen. Inszenierung: Thom Luz[14]
- 2025: Pippi Langstrumpf (als Frau Prysselius/Managerin). Von Astrid Lindgren für die Bühne bearbeitet von Christian Schönfelder. Inszenierung: Daniela Kranz[15]

## Filmografie (Auswahl)
- 1982: Anderland (Fernsehserie, Folge Traumwasser)
- 1989: Dreissig Jahre
- 2003: Tatort – Wenn Frauen Austern essen (Fernsehreihe)
- 2016: Die Rosenheim-Cops (Fernsehserie, Folge Tod im Schokoladenladen)
- 2016: Das Tagebuch der Anne Frank
- 2017: WaPo Bodensee (Fernsehserie, Folge Das Geisterschiff)
- 2018: Die kleine Hexe